# 拉坦维尔
拉坦维尔（法語：Lattainville，法語發音：[latɛ̃vil]）是法国瓦兹省的一个市镇，属于博韦区。

## 地理
拉坦维尔（49°14'30"N, 1°48'53"E）面积3.44 平方千米，位于法国上法蘭西大區瓦兹省，该省份为法国北部内陆省份，北起索姆省，西接厄尔省和滨海塞纳省，南至塞纳-马恩省和瓦兹河谷省，东临埃纳省。
与拉坦维尔接壤的市镇（或旧市镇、城区）包括：日索尔、韦克桑地区布里、尚博尔、德兰库尔、蒙雅武。

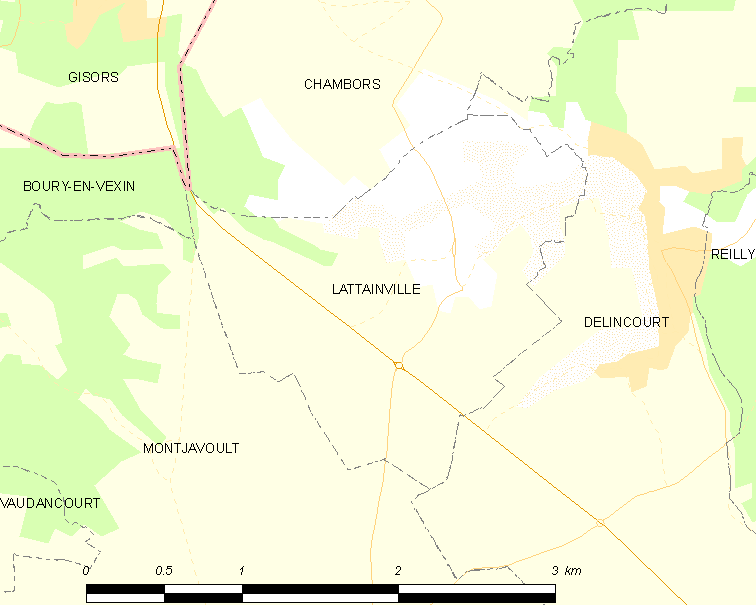
拉坦维尔的OSM定位图

拉坦维尔的时区为UTC+01:00、UTC+02:00（夏令时）。

## 行政
拉坦维尔的邮政编码为60240，INSEE市镇编码为60352。

## 政治
拉坦维尔所属的省级选区为韦克桑地区肖蒙县。

## 人口

1962-2008年间拉坦维尔人口变化图示

拉坦维尔于2022年1月1日时的人口数量为174人。